# Livro dos Sete Selos
O Livro dos Sete Selos, ou Livro com Sete Selos (em alemão: Das Buch mit sieben Siegeln), é um oratório em alemão, completado e apresentado pela primeira vez em 1938, na Itália, pelo compositor austríaco Franz Schmidt, em temas sobre o Livro do Apocalipse. A estreia foi realizada em Viena, no dia 15 de junho de 1938, com a Orquesta Sinfônica de Viena sob a regência de Oswald Kabasta.
Os solistas foram: Erika Rokyta, Enid Szantho, Anton Dermota, Josef von Manowarda e Franz Schütz no órgão. O papel do recitativo musical evangelista foi cantado por Rudolf Gerlach. A música do coral foi cantada pela companhia Singverein Vienna (Singverein der Gesellschaft der Musikfreunde). O oratório é dividido em duas partes, com um prólogo no céu.